# 藤沢市民会館
藤沢市民会館（ふじさわしみんかいかん）は、神奈川県藤沢市鵠沼東8-1に位置する市営施設である。また、同敷地内に位置する旧近藤邸についても併せて述べる。

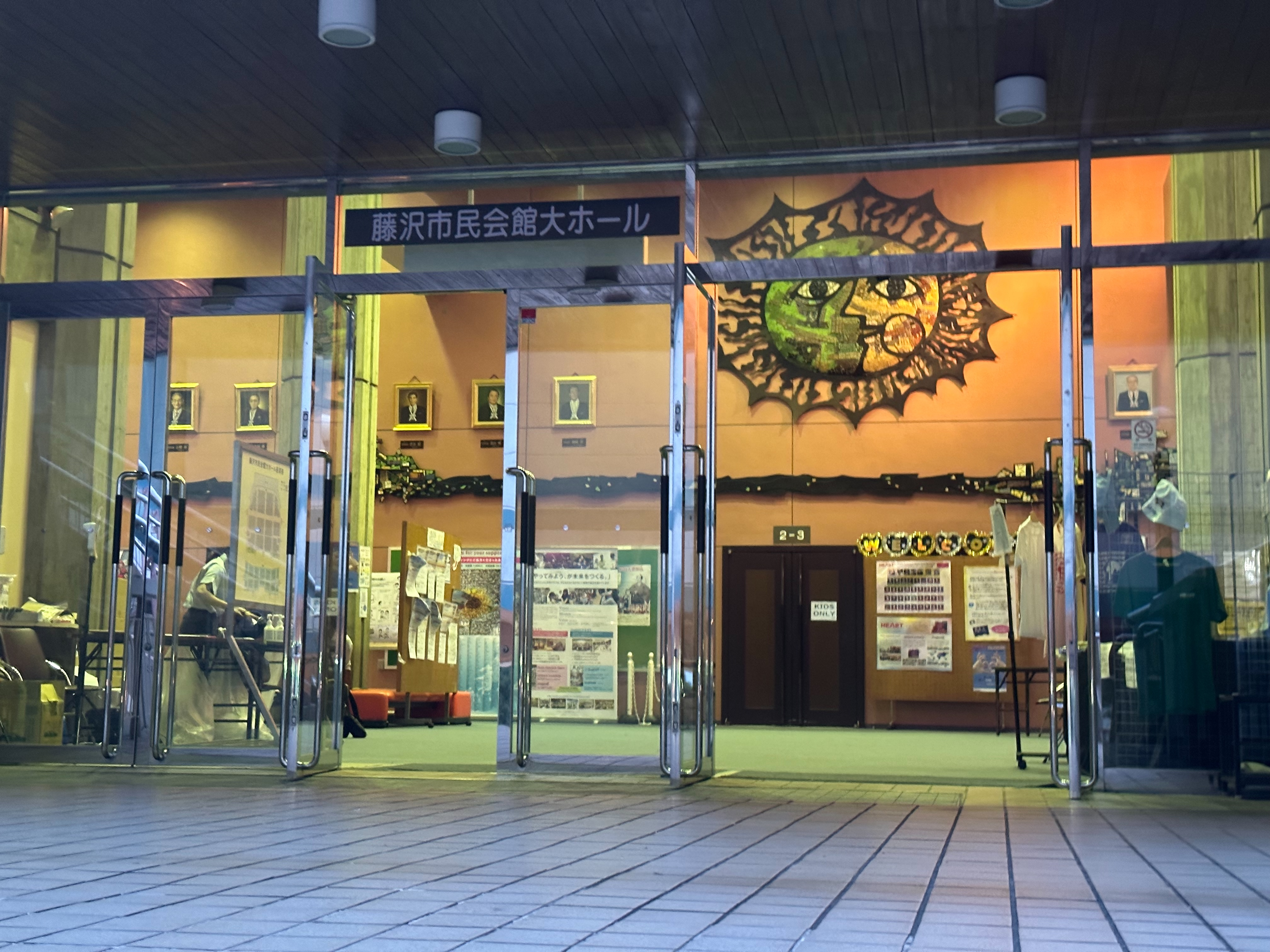
大ホールの入口

## 概要
藤沢市民オペラや市内公立校の合唱コンクール等に代表される市民の芸術活動発表の場としてはもとより、成人式や講演会など市主催の各種イベント、有名アーティストのコンサートや同人誌即売会場としての利用もみられる。ちなみに、ホールや展示集会ホールにて有料制イベントを開催する場合、入場料に応じて使用料が大幅に加算される。
- 敷地面積 17,754 ㎡[3]

### 設備
音楽や演劇の発表会を想定した大小ホール、展示会や各種宴会向けの展示室、会議室、集会室を備える。
- 建築面積 4,637 ㎡[3]
- 延床面積 10,590 ㎡[3]
  - 大ホール（客席数1380、床面積 6,430 ㎡[3]）
  - 小ホール（客席数434、床面積 1,009 ㎡[3]）
  - 第一展示集会ホール（250席または立席500人収容、床面積 373 ㎡）
  - 第二展示集会ホール（150席または立席200人収容、床面積 319 ㎡）
  - 会議室（第1～第3、教養室、和室）
  - 集会室（4室、うち和室１）
  - レストラン

## 旧近藤邸
敷地内に移築保存されている、遠藤新設計による建築物。登録有形文化財に登録されている。1925年（大正14年）、実業家近藤賢二の別荘として現・市内辻堂東海岸の敷地内に建設された。近藤の没後に解体されることとなったものの、市民運動により保存が実現した。2020年（令和2年）6月現在、内部の見学が可能。

## 歴史
- 1964年（昭和39年）：藤沢市文化団体連絡協議会が市に働きかけを行い、同年12月市議会にて採択[5]
- 1966年（昭和41年）：基本構想策定[5]
- 1967年（昭和42年）3月16日：起工式[6]
- 1968年（昭和43年）10月1日：開館[5]
- 1972年（昭和47年）：福永陽一郎が文化担当参与に着任。
- 1973年（昭和48年）10月10日：開館5周年記念事業として第1回藤沢市民オペラ公演
- 1978年（昭和53年）6月14日：名誉市民片山哲元首相の市民葬が営まれる[6]
- 1981年（昭和56年）4月3日：旧近藤邸移築[6]
- 1984年（昭和59年）：第一展示集会ホール・レストラン増築[5]
- 1990年（平成2年）
  - 2月10日：福永陽一郎逝去
  - 9月6日：旧近藤邸の一般開放開始[6]
- 1991年（平成3年）：畑中良輔が文化担当参与に着任。
- 1992年（平成4年）10月1日：藤沢市芸術文化振興財団（現・公益財団法人藤沢市みらい創造財団芸術文化事業課、当館の運営組織）設立。
- 1999年（平成11年）：結婚式場廃止[5]
- 2010年（平成22年）4月1日：財団法人藤沢市芸術文化振興財団、財団法人藤沢市みらい創造財団芸術文化事業部に改組
- 2012年（平成24年）
  - 4月1日：財団法人藤沢市みらい創造財団、公益財団法人藤沢市みらい創造財団へ移行
  - 5月24日：畑中良輔逝去
- 2013年（平成25年）4月1日：公益財団法人藤沢市みらい創造財団芸術文化事業部 、芸術文化事業課へ組織改正
- 2018年（平成30年）4月1日：敷地内が全面禁煙となる

## 再整備計画
設備の老朽化にともない、市で大規模改修工事もしくは建替工事の方向で比較検討が行われた結果、2018年(平成30年）11月、建替が望ましいと結論づけられた。
- 平成30年11月19日 藤沢都心部再生・公共施設再整備特別委員会資料[7]

## アクセス

### 鉄道
- 藤沢駅南口より徒歩10分[1]
- 石上駅より徒歩8分

### バス
- 江ノ電バス - 県合同庁舎前バス停より徒歩1分